# Синтешти (Тимиш)
Синтешти (рум. Sintești) насеље је у Румунији у округу Тимиш у општини Марђина. Oпштина се налази на надморској висини од 172 m.

## Прошлост
По "Румунској енциклопедији" место се помиње 1511. године. Од 1620. године јавља се као посед Стефана Бетлена. Током 17. века постојала је ту и тврђава. Помиње се православна црква брвнара 1737. године. Народна вероисповедна школа је отворена 1766. године.
Аустријски царски ревизор Ерлер је 1774. године констатовао да место "Синдиешт" припада Фачетском округу, Лугожкпг дистрикта. Становништво је било претежно влашко. Када је 1797. године пописан православни клир ту су била два свештеника. Пароси, поп Јован Михајловић (рукоп. 1779) и поп Петар Поповић (1797) капелан нису знали српски језик; служили су се искључиво румунским језиком.

## Становништво
Према подацима из 2002. године у насељу је живело 497 становника.

### Попис2002.
| Расподела становништва по националности 2002.‍ | Расподела становништва по националности 2002.‍ | Расподела становништва по националности 2002.‍ | Расподела становништва по националности 2002.‍ | Расподела становништва по националности 2002.‍ |
| --------------------------------------------- | --------------------------------------------- | --------------------------------------------- | --------------------------------------------- | --------------------------------------------- |
|                                               |                                               |                                               |                                               |                                               |
| Румуни                                        | Румуни                                        |                                               | 484                                           | 98,0%                                         |
| Роми                                          | Роми                                          |                                               | 10                                            | 2,0%                                          |